# Wolf (Klima- und Heiztechnik)
Die Wolf GmbH ist ein deutsches Unternehmen für Heiz-, Lüftungs- und Solartechnik in Mainburg. Sie ist ein einhundertprozentiges Tochterunternehmen der Ariston Group in Fabriano.
Die Produkte sind Wärmepumpen, Klimasysteme, Heizsysteme, Lüftungssysteme, Solarsysteme sowie Blockheizkraftwerk-Systeme.

## Geschichte
Anton Wolf (1920–2011) gründete 1950 die Wolf  Anlagen-Technik GmbH & Co. KG („Wolf Geisenfeld“) in Geisenfeld, wo die erste deutschen Hopfenpflückmaschine entwickelt wurde. 1963 eröffnete er in Mainburg eine Zweigstelle für Heiztechnik.
1969 wurde die Zweigstelle Mainburg an die Industrie- u. Handels-AG Peine und Ernst Schirm GmbH in Berlin verkauft. 1970 ging die Wolf GmbH in den Salzgitter-Konzern über und begann drei Jahre später mit der Fertigung von Klimageräten, Spezialanlagen für Hotels, Krankenhäuser, Flughäfen, Opernhäuser und Industriehallen. Das Produktportfolio wurde 1975 um Lüftungstechnik erweitert und 1981 begann die Fertigung von Heiztechnik.
1989 wurde Wolf aufgrund der Fusion von Salzgitter und Preussag ein Unternehmen der Preussag AG. Die Produktion von Thermen begann Wolf im Jahr 1994 und nur zwei Jahre später wurde die Solartechnik ins Angebot aufgenommen. Die aktuelle Brennwert-Technologie wurde im Unternehmen 1997 eingeführt. Wolf wurde 2006 ein Unternehmen der Centrotec SE und startete im Jahr 2010 mit der Wärmepumpenfertigung am Standort Mainburg. Im Jahr 2015 übernahm Wolf den kroatischen Klima- und Lüftungsgerätehersteller Pro-Klima.
Im Jahr 2023 wurde Wolf gemeinsam mit den Marken Brink, Pro-Klima und Nedair von der Ariston Group gekauft.

## Struktur
- 14 Verkaufsbüros in Deutschland, davon 10 Verkaufsbüros Heating und 4 Verkaufsbüros Airhandling
- Eine Tochtergesellschaft in Deutschland: WOLF Power Systems, WPS
- Acht internationale Tochtergesellschaften in Spanien, Frankreich, Niederlande, Italien, Polen, Russland, Kroatien und China
- 60 Vertriebspartner in über 50 Ländern

## Auszeichnungen
- Stiftung Warentest Testsieger COB (Ausgabe 5/2006)
- Stiftung Warentest Testsieger CGS (Ausgabe 6/2006)
- Plus X Award Smartset Design, Bedienkomfort, Funktionalität & Ökologie (2017/2018)
- Plus X Award CHA-Monoblock Wärmepumpe High Quality, Design, Bedienkomfort, Funktionalität (2018/2019)
- „Service-Champions 2021“, Deutschlands größtem Service-Ranking für Privatkunden, in der Sparte Haustechnik (2021)
- Service-Champion Haustechnikhersteller 2021[8]

## Produkte
- Wärmepumpen
- Heizkesselsysteme
- Öl/Gas-Brennwert-/Heizwertsysteme
- Warmwasserspeicher
- Solarthermie
- Klimasysteme
- Luftreiniger
- Wohnraumlüftung
- Regelungssysteme
- Blockheizkraftwerke